# Рейк'явіцька ратуша

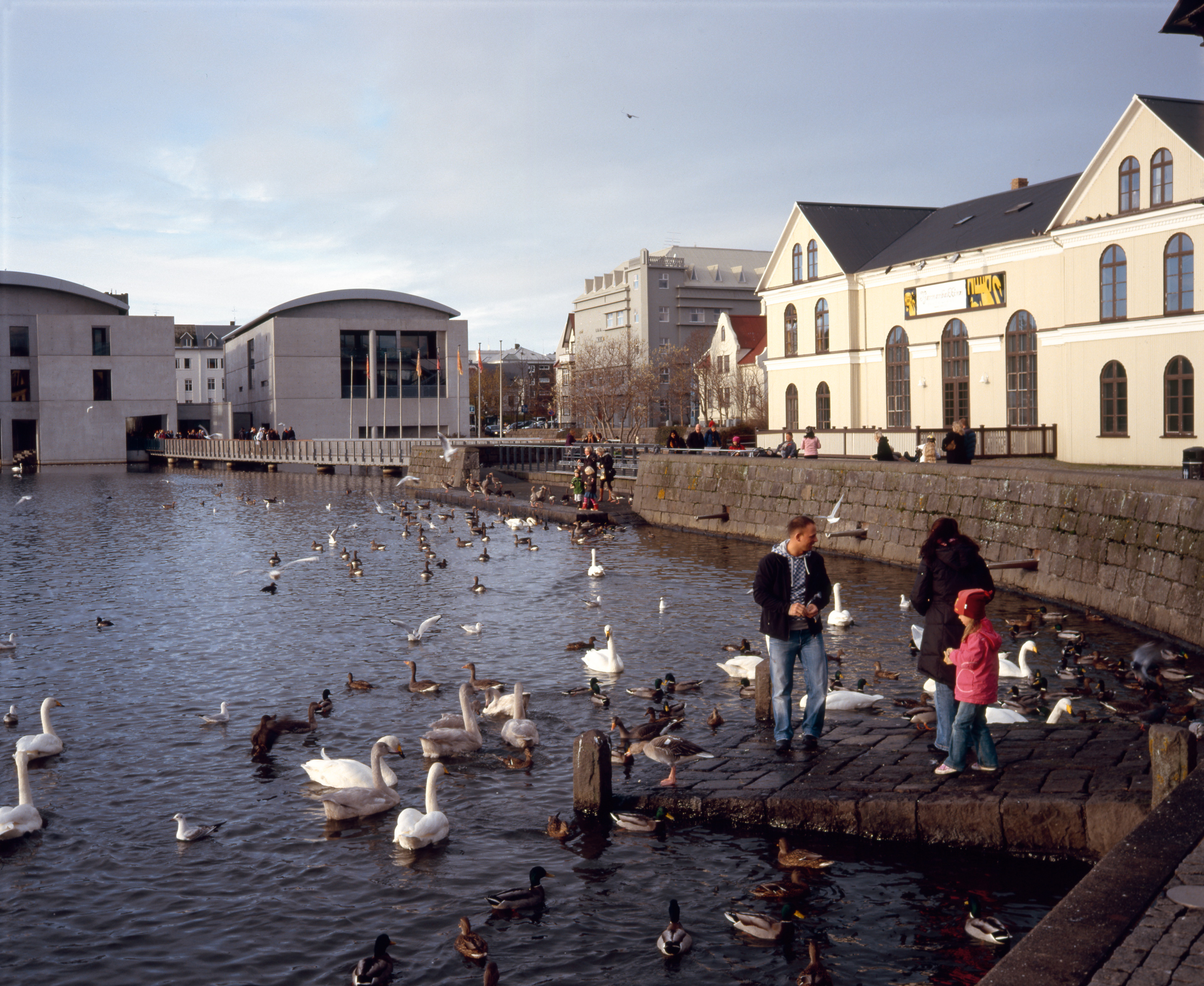
Рейк'явіцька ратуша

Рейк'явіцька ратуша (ісл. Ráðhús Reykjavíkur) — будинок ратуші, тобто місцезнаходження міської ради столиці Ісландії міста Рейк'явіка.
Будинок розташований біля озера Тйорнін у середмісті Рейк'явіка на межі Старого міста.
Проєкт ратуші був розроблений архітектурним бюро «Студіо Ґранда» (Studio Granda). Будівельні роботи тривали у період 1987—92 років. 
Побудована переважно з бетону й скла Рейк'явіцька ратуша складається з двох будинків. Вхід зі східного боку розташований біля мосту над озерам Тйорнін. Поряд з кабінетами міської управи міститься 3D-модель мапи Ісландії. 
Приміщення ратуші в Рейк'явіку використовуються також для проведення різноманітних культурних заходів, вистав тощо.